# Rochefort, Savoie
Rochefort, Savoie là một xã thuộc tỉnh Savoie trong vùng Rhône-Alpes ở đông nam nước Pháp.